# Maria Storni Trevisan

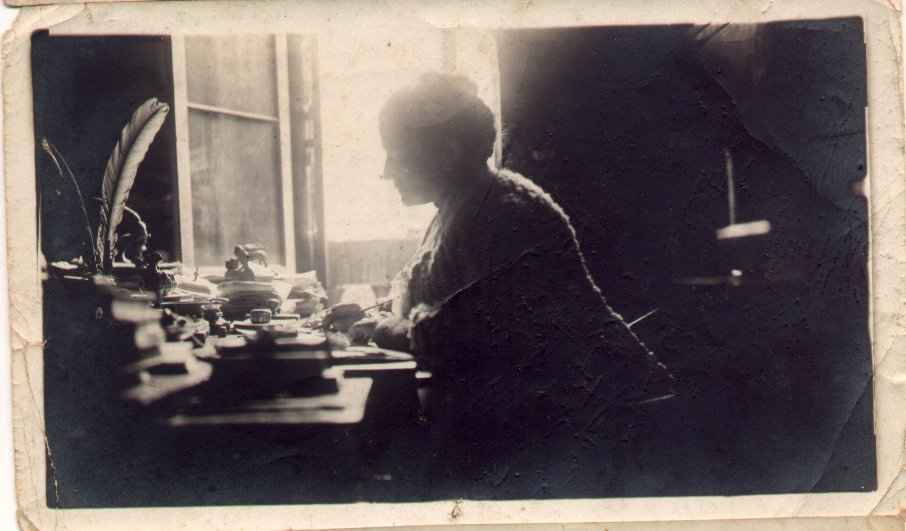
Maria Storni Trevisan anno 1912

Maria Luigia Storni Trevisan (Padova, 9 luglio 1865 – Roma, 5 febbraio 1919) è stata una scrittrice e nobile italiana.

## Biografia

### La giovinezza
Figlia dell'Avvocato padovano Giovanni Battista Storni e di Augusta Polon, non conobbe mai la madre, morta circa quattro mesi dopo la sua nascita. A ventun anni sposò il Conte Ettore Alessandro Trevisan e si trasferì con lui a Venezia dove ebbe due figli: Augusta (1887-1952) e Giovanbattista (1889-1890).

### L'arte della scrittura
Abbandonata dal marito nel 1896, si dedicò ad opere di beneficenza ed all'arte della scrittura. Nel 1900, a seguito dell'assassinio del re d'Italia Umberto I per mano dell'anarchico Gaetano Bresci, pubblicò i versi
- Umberto I. 29 luglio 1900, Venezia, Ferrari, 1900.[2]

Successivamente, nel dicembre del 1900, terminò di scrivere il breve saggio
- Nel primo centenario di Domenico Cimarosa: 1801-1901, Venezia, Edizione "successore Melchiorre Fontana", in prima edizione nel 1900 ed in seconda nell'anno 1901.

Questa ricerca, seppur carente nella parte critica, si basa sulle «migliori fonti» disponibili all'epoca ed è una delle prime e più corrette sulla figura del celebre musicista Domenico Cimarosa; non a caso è tuttora utilizzata come fonte in diversi volumi di area musicologica e in varie ricerche sul compositore napoletano e sulla sua opera.
Della sua attività giornalistica si conoscono gli articoli
- "Corrieri e poste in Venezia", Gazzetta di Venezia, 7 novembre 1901, pp. 1–2.[5]

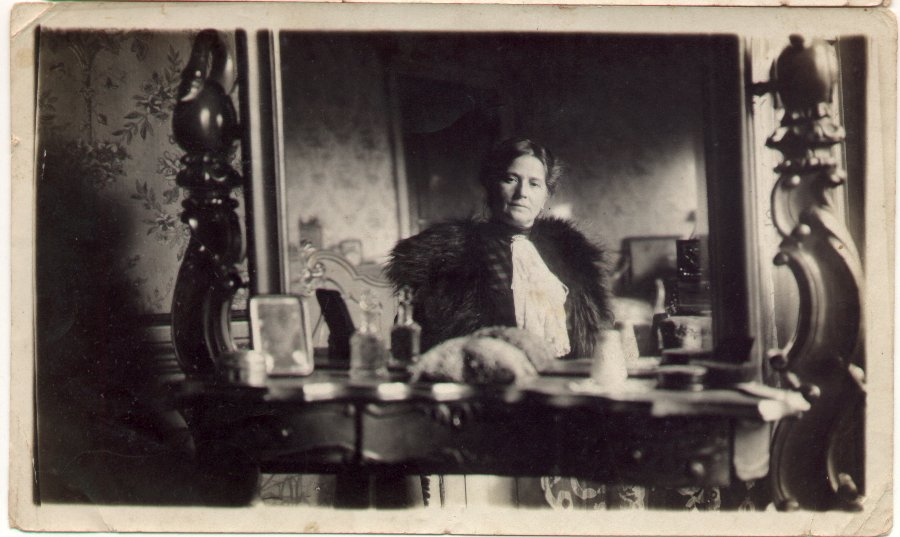
Maria Storni Trevisan - Foto anno 1912

- "IV Esposizione Internazionale d’arte in Venezia", Vittoria Colonna (periodico scientifico, artistico, letterario per le donne italiane) , 16 maggio, pp. 297, 298. 299, 300, 1 Giugno 1901, pp. 332, 333, 334, 335.
- Viene ricordata nel libro "Antonio Fogazzaro" di Laura Cremonini (Editore: Independently published (19 luglio 2019) ISBN 1081446595), "tra gli autori che vale la pena citare".

A seguito di una relazione con l'Avv. Edoardo Giuseppe Vianello di Venezia, il 29 Settembre dell'anno 1902, mette al mondo Alberto Vianello, stimato poeta futurista italiano.

### Gli ultimi anni
Nel mese di aprile del 1918 si ritirò per motivi di salute in villa Coletti di Campocroce, allo scopo di perseverare servizio volontario di crocerossina.
Muore a Roma il 5 febbraio 1919 all'età di 54 anni, affetta da tifo, contratto da un soldato durante opere di soccorso a Campocroce di Mogliano.
Nel quotidiano "Gazzetta di Venezia", a seguito della sua morte, troviamo alcuni giorni più tardi le seguenti pubblicazioni:
Un Annuncio:
Colpita da morbo crudele il 5 corrente è mancata ai vivi a soli 53 anni la Contessa Maria Storni Trevisan – Dama della Croce Rossa – I parenti ne danno il triste annunzio. 20 Febbraio 1919
Un necrologio:
La Contessa Maria Storni Trevisan
È morta in Roma, colpita da terribile morbo, la Contessa Maria Storni Trevisan, donna d'alto intelletto e di grande bontà. È stata infermiera volontaria della Croce Rossa all'Ospedale Marco Foscarini (ospedale militare all'ex liceo classico più antico e più famoso di Venezia) e poi all'Albergo Danieli, dove lasciò Grato ricordo della nobiltà del suo animo e della sua capacità.
Ritiratasi, per ragioni di salute, nella villa Costantini in Campocroce, vi rimase anche dopo le tristi giornate di ottobre '17 fino al novembre scorso, infondendo coraggio e fede nella fortuna delle nostre armi a tutti gli agricoltori di quella borgata.
Creò un'ambulanza alla quale accorrevano militari e contadini del luogo, si prodigò in mille modi a favore degli umili che la circondavano di venerazione.
Lascia un largo rimpianto fra quanti ebbero la fortuna di conoscerla e di apprezzare le sue doti di mente e di cuore.
La sua salma è tumulata a Roma nel Cimitero del Verano.  Nella sua tomba, (Collocazione: Rampa Caracciolo, prima scala a sinistra, gruppo C, fila 2, loculo 65), troviamo scritte le seguenti parole:
Contessa Maria Trevisan nata Storni
Compiuta la nobile missione
Di sacrificio e di pietà
Fra i nostri soldati combattenti
Lasciava dopo la vittoria
le trincee di Campo Croce
Cercando pace nell’eterna Roma.